# دیوی کوپر
دیوی کوپر (انگلیسی: Davie Cooper; ۲۵ فوریهٔ ۱۹۵۶ – ۲۳ مارس ۱۹۹۵) بازیکن فوتبال اهل اسکاتلند بود.
از باشگاه‌هایی که در آن بازی کرده‌است می‌توان به باشگاه فوتبال مادرول و باشگاه فوتبال رنجرز اشاره کرد.
وی همچنین در تیم‌های ملی فوتبال زیر ۲۱ سال اسکاتلند و اسکاتلند بازی کرده‌است.